# Ротмистровка
Ротмистро́вка (укр. Ротмістрівка) — село в Черкасском районе Черкасской области Украины.
Население по переписи 2001 года составляло 2156 человек. Почтовый индекс — 20726.
Поселок городского типа (с 1965 г.), центр поселкового Совета. Расположен на берегах р. Серебрянки, в 18 км от Смелы и в 5 км от железнодорожной станции Владимировна. Населения — 3200 человек. Поселковому Совету подчинены населенные пункты Волковка и Розсохуватка.

## Местный совет
20726, Черкасская обл., Черкасский р-н, с. Ротмистровка, ул. Михайловская, 18

## История
На окраинах Ротмистровки обнаружены курганные захоронения скифо-сарматской эпохи.
Первые сведения о селе относятся ко второй половине XVII века. Тогда ротмистр Омецинский на землях, которые были собственностью польских магнатов Конецпольских, основал поселение. Сначала оно называлось Ротмистровим, а впоследствии — Ротмистровкою. В 1742 году поселение и окрестные земли перешли от Конецпольского к Любомирских и вошли в состав Смелянского ключа (губернии).
Крестьяне Ротмистровка занимались земледелием. Платили феодалу (Конецпольскому) оброк, давали в одсип зерно, дважды в неделю работали в имении и выполняли другие повинности. Еще тяжелее стала жизнь крепостным за Любомирских. Барщина летом составляла 6 дней в неделю. Свои наделы крестьяне чаще возделывали лишь ночью, при лунном свете. Местному населению запрещали пользоваться родным украинским языком, заставляли переходить в унию. Доведенные до отчаяния, люди брались за оружие, шли в гайдамацкие отряды. Так было, в частности, в 1768 году, когда через городок, по дороге на Умань, проходили повстанцы во главе с Н. Железняком.
1787 года Смелянщину, в т. ч. Ротмистровку, в Любомирских купил российский князь Г. А. Потемкин. А через 6 лет подарил ее своему племяннику графу Самойлову. На 1793 год здесь проживало 1653 мужа. С 1793 года, после воссоединения Правобережной Украины с Левобережной в составе России, Ротмистровка входила в Брацлавского, с 1795 года — Вознесенского наместничеств, а в 1797 году — до Черкасского уезда Киевской губернии.
1817 года местечко стало собственностью помещиков Залеских. Они стремились как можно больше получать зерна для продажи и безжалостно эксплуатировали крестьян. В начале 40-х годов XIX века. землевладелец открывает здесь сахарный завод (в 1845 году произвела сахара-песка на 16 тыс. руб.). С тех пор в Ротмистровцы на больших массивах начинают выращивать сахарную свеклу, большую часть которых владельцы продавали Смелянском и Балаклавскому сахарным заводам графов Бобринских, а остальные перерабатывалась на местном предприятии. Сахарная свекла — трудоемкая культура. Для их посева, возделывания и уборки нужна была дополнительная рабочая сила. За неимением ее помещики усиливают эксплуатацию крепостных. Как писали «Киевские губернские ведомости», крестьяне Залеских, «чтобы справиться с работой, приходят на плантацию до зари, а расходятся по домам, когда стемнеет».
Залеским принадлежали также винокурня и пивоварня (пивоваренный завод). Работали здесь крепостные крестьяне. За работу помещики платили им продовольствием. Залески не смогли конкурировать с Бобринскими, поэтому в 50-е годы XIX века. сахарный уменьшила выпуск продукции, а в 60-е годы прекратила свое существование. С ростом городка развивалась и торговля. После 1845 года здесь еженедельно проходили базары и четыре раза в год — ярмарки.
Реформа 1861 года не улучшила экономического положения раскулаченных. 869 дворам Ротмистровка было нарезано 1760,23 десятин земли (более 4 десятин на двор). За наделы крестьяне должны были ежегодно выплачивать 4027 руб. выкупа. Тем временем помещики оставили себе 1662 десятины лучших угодий. Крестьян возмутило грабительский характер реформы. В 1862 году они не признали сставной грамоты. А в 1868 году, когда в Смеле вспыхнуло крестьянское восстание, его активно поддержали Ротмистровцы. Восставшие уничтожали граничные знаки, требовали вернуть им прежние наделы. Выступление подавили войска. 1866 года Ротмистровка стала центром одноименной волости. В начале 60-х годов здесь проживало 2911 жителей.
В пореформенный период обнищания крестьян продолжается. Уже в начале 70-х годов 112 дворов Ротмистровка были безземельные или малоземельные.
Особенно усилилась эксплуатация крестьян после того, как в конце XIX века. сахарозаводчики Бобринские приобрели ротмистровские земли и создали здесь свою экономию. Работали у богачей ради куска хлеба. Бедняги шли в экономию сахарозаводчиков издалека и за бесценок продавали свои рабочие руки. Местные крестьяне, не имея возможности уплатить выкупные платежи и прокормиться со своих наделов, продавали землю и отправлялись на заработки. Путь у них был проторен — к экономии, в Смелу, в Екатеринославскую, Херсонскую губернии.
Кроме хлебопашества, Ротмистровцы занимались ремеслами — шевство, гончарством, бондарством. На конец XIX века. здесь были открыты крупорушка (1875) и мельница (1882 г.), В 1911 году начал работать паровая мельница.
В начале XX века. большинство крестьян-Ротмистровка прозябала. Жестокая эксплуатация толкала жителей к борьбе. Формирование сознания сельских пролетариев происходило под непосредственным влиянием рабочих г. Смелы и ст. Бобринськой, где работало немало жителей Ротмистровки. Революционную работу среди крестьян часто проводили именно те, кто возвращался домой из промышленных центров. Так, в 1904 году здесь распространял листовки член РСДРП М. С. Дашевский, ранее принимавший участие в революционных выступлениях рабочих Екатеринослава и Юзовки. Узнав об этом, граф Бобринский немедленно обратился к Киевскому губернатору: «Посылаю Вам к сведению перехваченную вредоносного содержания листовку, которую распространял опасный агитатор какой-то Дашевский. Пожалуйста, господин губернатор, прикажите его задержать и судить по всей строгости закона».
В годы первой русской революции в Ротмистровцы происходили митинги, забастовки. Особенно широкого размаха набрала борьба летом 1906 года. 21 июня батраки прекратили работу в экономии. Когда ее управляющий начал нанимать людей в других селах, протестующие оказали сопротивление. Бобринский вынужден был уступить — пообещал повысить оплату труда. Но крестьяне не поверили графу и продолжили забастовку. Уездный исправник, прибывший к Ротмистровка вместе с отрядом казаков, решил напугать крестьян: арестовал организаторов забастовки. Арестованных отправили в Черкассы. 4 июля, когда их вели через Смелу, железнодорожники напали на охрану и освободили заключенных. Братская поддержка рабочих оказала огромное влияние на Ротмистровцев. Они продолжили забастовку. Полны ненависти к эксплуататоров, крестьяне начали курить господский хлеб. На просьбу графа Бобринского полиция в Ротмистровке провела массовые аресты. Арестованных судили осенью 1906 года и часть из них выслали в Сибирь на каторжные работы. В ссылку попали, в частности, С. Дупленко, И. Перекрест, И. Панасенко.
Из переписки Н. К. Крупской с М. Кобецким (осуществлял транспортировку партийной прессы через Данию в Россию) известно, что в 1908-1909 гг. к Ротмистровка направлялась газета «Пролетарий», которую редактировал В. И. Ленин и газета «Социал-демократ». Из других документов видно, что с Ротмистровка партийные издания пересылались до Екатеринослава, Кременчуга, Смелы. По поручению Н. К. Крупской этим делом здесь занимался большевик Д. Винокуров (партийная кличка).
Столыпинская реформа усилила дальнейшее расслоение крестьянства. О состоянии хозяйств и о его положении в эти годы могут дать представление такие данные. На конец XIX века. в Ротмистровке проживало более 3000 человек. В 1910 году за пределами села искали заработка 1088. 1912 года по 699 хозяйств 177 вовсе не имели земли, 72 — имели около десятины, 251 — около двух десятин. 325 хозяйств (48 проц.) не имели скота. И развитие промышленности ускорил рост села.. К экономии сахарозаводчиков отовсюду приходили разоренные крестьяне. За мизерную плату они нанимались на работу. Нередко надолго оставались здесь. В начале XX века. населения Ротмистровка увеличилось вдвое. В 1910 году в ней проживали 6667 человек.
В 1890 году в Ротмистровке открылась земская больница на 20 коек (в 1910 году здесь лечилось 309 больных). В 1871 году было основано приходскую школу. Собственного помещения школа не имела, и поэтому занятия дьяк проводил в собственном доме. В 1888 году жители на собственные средства построили здание для двухклассной школы. В 1910 году в ней обучалось 129 мальчиков и 39 девочек.
Когда началась мировая война, всех мужчин, способных носить оружие, были призваны в армию. Многие семьи остро ощущали нехватку кормильцев. Чтобы прокормиться, основная масса крестьян работала в экономии, где теперь платили за работу гораздо меньше, чем до войны. Длиннее стал рабочий день. Крестьяне были возмущены империалистической войной, преисполненные лютой ненависти к царизму, эксплуататоров.
В марте 1917 года в Ротмистровке узнали о свержении царизма в России, Вооруженные крестьяне арестовали пристава, полицейских, закрыли управу. 12 марта на митинге жителей городка и представителей окрестных сел избран волостной Совет. Крестьяне требовали, чтобы волостная Рада конфисковала графские земли и распределила их между крестьянами. Однако большинство мест в этих органах захватили кулаки. Они отстаивали частную собственность.
Ростовщики верховодили и в волостному продовольственной управе — местном органе продовольственного комитета Временного правительства, который закупал и заготовлял хлеб, мясо и другие продукты. Кулаки настаивали, чтобы разнарядки продовольственной управы выполняли только малоимущие хозяйства. Глитаям невыгодно было сбывать хлеб, скот по низким ценам, и когда летом от бедняцко-середняцких хозяйств потребовали продать почти весь собранный хлеб, крестьяне восстали. 13 июля начал действовать волостной земельный комитет, а 27 июля жители Ротмистровка разогнали продовольственную управу. Руководил крестьянским выступлением батрак А. Дубрава. Напуганные власти после восстания даже не восстановили ее. В сентябре 1917 года восстание ширится, и для подавления беспорядков на сахарных плантациях Куцивського имении комиссар Временного правительства вызвал казаков. И погасить народный гнев они не смогли. Трудящиеся горячо включились в борьбу за победу Великой Октябрьской социалистической революции. 28 января 1918 года на съезде Советов Ротмистровкой волости, заслушав доклад делегата II Всероссийского съезда Советов рабочего ст. Бобринской большевика Л. Слабеева, крестьяне провозгласили Советскую власть на всей территории волости. Съезд избрал ревком, который решил конфисковать 2250 десятин графских земель и передать ее крестьянам. В течение февраля это решение было выполнено. «Даже старожилы,— писала газета «Беднота»,— не помнили, чтобы так радовались все люди от малого до старого. И большую радость омрачили кайзеровские войска».
В начале марта в деревню вступила рота немецких солдат. Оккупанты, поддержанные украинскими буржуазными националистами, жестоко расправились с активистами Советской власти. Они вернули землю помещикам, грабили жителей, вывозили хлеб. Местные крестьяне в ноябре 1918 года организовали партизанский отряд. Он помог Красной Армии изгнать врага из волости. В начале февраля 1919 года в селе восстановлена Советская власть.
Вновь Ротмистровской волостной ревком сразу же приступил к внедрению в жизнь декретов Советской власти. В своей деятельности он опирался на трудящихся крестьян, привлекал их к решению сложных хозяйственно-политических задач. Выполняя решение сельского схода, волостной комитет нарезал 1400 десятин земли крестьянским хозяйствам, а 850 — новоорганизованого совхоза «Новая жизнь».
С большим воодушевлением селяне провели весенний сев. Сперва коллективно обработали поля совхоза, а затем индивидуальные. Но полностью воспользоваться последствиями своего труда им помешало нашествие деникинцев. В конце августа они замучили свыше 80 крестьян. Тогда же возобновили графское землевладения. Однако они свирепствовали недолго. 4 января 1920 года Ротмистровку освободила Красная Армия. Снова начал работать ревком.
После бесчинствах деникинцев Ротмистровка стояла крайне разрушенной. Упадок большинство крестьянских хозяйств. Не хватало посевного материала, тягловой силы, инвентаря. Эпидемии косили людей, на село раз нападали кулацко-националистические банды. Но ничто не могло поколебать веру трудящихся в Советскую власть.
На преодоление трудностей восстановительного периода крестьян организовал партийную ячейку, основанный весной 1920 года. По инициативе коммунистов бедняки и середняки в июне того же года объединились в КНС, который сыграл большую роль в борьбе трудящихся за свои права, за Советскую власть.
1920 года в Ротмистровке заработала прокатная станция. Она бесплатно обслуживала крестьян инвентарем. 1924 года в селе основан потребительскую кооперацию и общество общего возделывания земли «Красный пахарь». До первого ТСОЗу вступило 176 человек, возглавлял его бедняк М. Г. Волынец. Работая в ТСОЗі, крестьяне на собственном опыте убеждались в преимуществах коллективных форм хозяйствования.
В восстановительный период немало было сделано для улучшения медицинского обслуживания населения, развития образования и культуры. В 1920 году открылась больница на 40 коек. Трудящиеся получали медицинскую помощь. В 1921 году заработала начальная школа. Того же года состоялось первое занятие в ликбезе. Большую культурно-просветительную работу среди населения проводил клуб. При нем была небольшая библиотека. После административной реформы в марте 1923 года Ротмистровскую волость была ликвидирована. Ротмистровка стала селом Смелянского района. В 1925 году здесь в 870 дворах проживало 4187 жителей.
Большие изменения произошли на селе в последующие годы. 7 ноября 1927 года на базе товарищества совместной обработки земли «Красный пахарь» была основана сельскохозяйственная артель «Пролетарий Октября». В колхоз вступило 311 бедняцких и 169 середняцких хозяйств. Вскоре председателем этого колхоза стал двадцятипятитисячник, харьковский рабочий-коммунист К. К. Ванзиевский.
Коллективизация в селе осуществлялась в условиях жестокой борьбы. Кулаки и их пособники препятствовали строительству новой жизни. Враги зверствовали: убивали активистов, поджигали колхозные здания, травили скот, распространяли провокационные слухи среди населения. Опираясь на бедноту и середняков, коммунисты и комсомольцы давали решительный отпор недобиткам. В 1932 году 427 бедняцких и середняцких хозяйств основали еще одну сельскохозяйственную артель «Вторая пятилетка». Первым ее председателем крестьяне избрали бедняка-коммуниста В. М. Осадчего. В организационно-хозяйственном укреплении колхозов важную роль играла МТС, открытая в 1931 году, и ее политотдел, возглавляемый бывшим комиссаром дивизии П. Ф. Дорофеевым (политотдел МТС работал в 1933-1934 гг.). Государство щедро снабжала МТС техникой. Если в 1933-1934 гг. она имела 20 тракторов, 37 молотилок и одну автомашину, то в 1936 году на колхозных полях района уже работало 119 тракторов, 8 комбайнов, обслуживало колхозы 39 молотилок и 60 грузовых автомобилей.
Колхозы Ротмистровка развивались как многоотраслевые хозяйства. На их полях выращивались зерновые и технические культуры. Уделялось большое внимание овощеводству, садоводству и пчеловодству. Артели имели животноводческие фермы, а колхоз «Пролетарий Октября» — кирпичный и черепичные мастерские. В коллективе росли новые люди, утверждалось социалистическое отношение к труду. Впервые звание ударной было присвоено в 1934 году (в колхозе «Вторая пятилетка») бригаде М. Г. Волынец. В последующие годы число передовиков росло. По примеру известных всей стране пятисотниц М. Демченко и Н. Гнатенко по 500 центнеров сахарной свеклы в 1936 году вырастили звена Г. Куцивськой (колхоз «Пролетарий Октября») и М. Лысенко (колхоз «Вторая пятилетка»)5. А в 1939 году первым в Ротмистровке медалью «За трудовую доблесть» был награжден бригадир полеводческой бригады колхоза «Вторая пятилетка» В. М. Перекрест. Возглавляемая им бригада в 1937— 1938 годах собирала по 23-25 центнеров зерновых с каждого гектара. Бригадир В. М. Перекрест и звеньевая того же колхоза П. Волынец в 1939 году стали участниками Всесоюзной сельскохозяйственной выставки.
Накануне войны лучшие показатели хозяйствования имел колхоз «Пролетарий Октября» (председатель колхоза. Сирица). В 1940 году здесь собрано по 19,6 центнеров зерновых на площади 1045 га и по 304 центнеров сахарной свеклы на площади 700 га. Колхозники получили на трудодень по 6,2 кг зерна и по 3 руб. 40 коп. деньгами. Колхоз «Пролетарий Октября» был выдвинут кандидатом на Всесоюзную сельскохозяйственную выставку 1941 года.
Неуклонно росла Ротмистровская МТС. Ее машинный парк в 1937 году пополнился комбайнами. Здесь работала машинно-тракторная мастерская. 1937 года в селе вступила в строй электростанция, которая освещала учреждения, помещения колхозов, МТС, МТМ, жилья трудящихся. Выпускали продукцию две промартели.
Значительные изменения произошли также в культуре и быте трудящихся. Население обслуживали больница и поликлиника. Село имело 4 магазина и 2 столовые. Все дети школьного возраста обучались в школах. 1940 года в основном завершилась работа по ликвидации неграмотности и малограмотности среди взрослых. А в июне 1937 года состоялся первый выпуск средней школы. В селе работали дом культуры, два колхозные клубы, библиотека с книжным фондом 9 тыс. книг, две киноустановки.
В 1928-1930 гг. и с 1934 года Ротмистровка стала административным центром одноименного района. С 1932 года здесь печаталась газета «Колхозная труд». По данным Всесоюзной переписи 1939 года, в Ротмистровцы жило 4188 человек.
22 июня 1941 года колхозники решили отметить праздник «Первого снопа». Воскресного утра тракторные агрегаты скосили на полях колхозов «Пролетарий Октября» и «Вторая пятилетка» первые гектара колосовых, а днем торжественное настроение тружеников полей омрачила тревожная весть о коварном нападении фашистов на Советскую Родину. В МТС, колхозах состоялись массовые митинги. Члены сельскохозяйственной артели «Вторая пятилетка» приняли резолюцию, в которой было сказано: «Мы сплочены и едины, как никогда. В этот грозный час готовы выполнить любое задание Коммунистической партии и Советского правительства. Наши колхозницы и подростки заменят в труде тех мужчин, которые идут на фронт.
В первые дни войны более 870 жителей Ротмистровка стали бойцами и командирами Красной Армии и Военно-Морского Флота. На селе начал действовать комсомольско-молодежный истребительный батальон.
Фронт приближался, и 25 июля началась эвакуация МТС. По указанию Киевского обкома КП(б)У в селе формировался партизанский отряд, создавалось партийно-комсомольское подполье. Все местные коммунисты включились в эту работу. 1 августа гитлеровцы захватили село.
Два с половиной года захватчики свирепствовали в Ротмистровке. Они полностью уничтожили школы, библиотеки, разрушили больницу, сожгли сотни домов и хозяйственных построек. Более 360 юношей и девушек оккупанты отправили на каторжные работы в Германию. Подпольщики-коммунисты и комсомольцы в эти годы вели широкую агитацию среди жителей. Крестьяне, где можно было, саботировали мероприятия оккупационных властей. По доносу провокатора в конце 1942 года арестовано и расстреляно С. М. Безноса, М. И. Панасенко и других. Когда в августе 1943 года на территории Смелянского и Ротмистровского районов начал действовать партизанский отряд им. Пожарского, несколько жителей Ротмистровка вступили в его ряды. Население помогало народным мстителям подводами и продовольствием.
30 января 1944 года подразделения 1235-го стрелкового полка 373 Миргородской Краснознаменной стрелковой дивизии 52-й армии 2-го Украинского фронта освободили Ротмистровку. В боях за село погибло 34 воины, среди них Герой Советского Союза капитан А. М. Милованов, полковой комиссар. Я. Жунда и другие.
После освобождения колхозники (в основном женщины и подростки) начали восстановление артелей «Пролетарий Октября» и «Вторая пятилетка». Возобновили полевые бригады, звена, собирали запасные части для ремонта сельскохозяйственных машин. Семена для посева колхозы получили из Саратовской области. 27 тракторов к Ротмистровской МТС прибыли из Омской области. Для восстановления домов государство отпустила 20 000 куб. м леса и выдала 400 тыс. руб. долгосрочных кредитов.
С урожая 1944 года колхозы сдали в фонд победы 66 тыс. пудов зерна. Особенно отличились тогда бригады колхоза «Вторая пятилетка», которые возглавляли Раиса Перекрест, Мария Сытник, Екатерина Полищук. Того же года действенную помощь колхозам района стала подавать Ротмистровская МТС. Среди трактористов преобладали женщины.
Через месяц после освобождения возобновили работу школы. Начали обновлять книжный фонд библиотеки. Медицинские работники собственными силами отстроили больницу. Уже в 1944 году здесь работали амбулатория, хирургическое, терапевтическое и инфекционное отделения.
Летом 1945 года домой стали возвращаться фронтовики. За мужество, проявленное в борьбе с врагом, 334 участники Великой Отечественной войны — уроженцы Ротмистровка — удостоились правительственных наград. 263 мужа отдали свою жизнь за победу. В их честь в селе установлен обелиск Славы.
За годы четвертой пятилетки МТС и колхозы полностью отстроились. Артели «Пролетарий Октября» и «Вторая пятилетка» в 1946 году освоили довоенные посевные площади. В конце 1950 года они объединились в один колхоз, который получил название «Украина». С тех пор это хозяйство бессменно возглавляет участник Великой Отечественной войны коммунист Г. И. Стельмащук.
В 1959 году к колхозу «Украина» присоединился колхоз им. Жданова с. Ковалиха. Артель стала одним из крупнейших экономически минных хозяйств в районе. За ним закреплено 4925 га сельскохозяйственных угодий, в т. ч. 4668 га пахотной земли.
Партийная организация, правление колхоза, сельский Совет, все колхозники много заботятся о повышении культуры земледелия, внедрения в производство достижений науки и передового опыта. С 1960 года хозяйство специализируется на выращивании зерновых и технических культур. В структуре посевных площадей озимая пшеница занимает 26 проц., кукуруза — 4,5 проц. сахарная свекла — 14 проц. В годы восьмой пятилетки среднегодовой урожай зерновых с каждого гектара составил 26,7 центнеров, в т. ч. озимой пшеницы 27 цнт, кукурузы 48 цнт и сахарной свеклы 270 центнеров. Хорошо закончили Ротмистровцы и первый год 9-й пятилетки. В 1971 году они вырастили зерновых на круг 31,7 цнт, в т. ч. озимой пшеницы 39 цнт, кукурузы 45 цнт, сахарной свеклы 340 центнеров. На 100 га сельскохозяйственных угодий произведено по 533,9 цнт молока и по 83,2 цнт мяса.
Колхоз «Украина» специализируется на производстве мяса и молока. На фермах колхоза содержится 2865 голов крупного рогатого скота, в т. ч. более 1100 коров. За годы восьмой пятилетки производство животноводческой продукции здесь увеличилось в 1,5 раза.
Хозяйство имеет 60 тракторов, комбайны 32, 34 автомашины, много сеялок и других сельскохозяйственных машин. Благодаря мощному машинно-тракторном парке был механизирован ряд трудоемких процессов в земледелии и животноводстве. Широко применяется электроэнергия.
За последние два десятилетия неделимые фонды колхоза выросли с 312 тыс. до 3,56 млн. руб., или в 10 раз. С 1959 года здесь перешли на денежную, а с 1965 года — на гарантированную денежную оплату.
Успехи колхоза — результат самоотверженного труда крестьян. Стало законом жизни социалистическое соревнование между бригадами, звеньями, фермами и колхозниками за досрочное выполнение и перевыполнение производственных заданий. Трудовые традиции ударников и стахановцев довоенных колхозов сейчас приумножают своими делами ударники коммунистического труда. Известным мастером высоких урожаев является бригадир полеводческой бригады, агроном-коммунист Н. А. Вутрик. Она была делегатом XXIV съезда КПСС. За трудовые достижения 58 колхозников отмечены правительственными наградами, среди них орденом Ленина награждена зоотехник Г. Ы. Новосильская, орденом Октябрьской Революции — председатель колхоза Г. И. Стельмащук и секретарь партийного комитета колхоза М. С. Темноход.
Современная Ротмистровка — поселок городского типа. С 1956 года, после ликвидации Ротмистровского района, она входит в состав Смелянского. Поселок растет и становится красивее. За послевоенные годы здесь сооружено более 700 домов, приводятся в порядок улицы и дворы. Ротмистровка имеет автобусное сообщение с Смелой, Уманью и окрестными селами.
К услугам трудящихся 8 магазинов, чайная и две столовые. В поселке есть поликлиника, больница на 50 коек, аптека, санитарно-эпидемиологическая станция. В этих медицинских учреждениях работают 12 врачей и 33 медсестры и фельдшеры.
Ротмистровка — поселок сплошной грамотности. В 1971 году общеобразовательную и вечернюю среднюю школу посещали 654 ученика, их обучали 42 учителя. Центрами культурно-просветительной работы имеются дом культуры, две библиотеки, книжный фонд которых составляет 36 тыс. томов. Они обслуживают более 2,5 тыс. читателей. Поселковая библиотека является учреждением отличной работы.
В колхозе, медицинских и культурно-образовательных заведениях, в школе работает более 120 человек интеллигенции. Это — агрономы, врачи, учителя.
В поселке — 8 первичных партийных организаций, они объединяют 135 членов и кандидатов в члены КПСС. Наибольшей является парторганизация колхоза «Украина». Более 60 коммунистов работают здесь непосредственно в бригадах и на фермах. Коммунистам активно помогают комсомольцы. В Ротмистровке насчитывается 6 первичных организаций ЛКСМУ.
Большую работу в области хозяйственного и культурного строительства проводит поселковый Совет депутатов трудящихся. В ее составе 45 депутатов, из них — 22 рабочие, 11 колхозников, 12 представителей интеллигенции. Совет в своей деятельности широко опирается на актив.
Вскоре в Ротмистровке будет построен Дворец культуры на 650 мест. Колхоз обогатится комплексом производственных помещений. Обновляется село, уверенной поступью шагает в девятую пятилетку.

## Известные уроженцы, жители
- Аптер, Иоган Маркович (1899—1996) — советский патофизиолог, психоневролог, психотерапевт и сексопатолог.